# Campo di transito di Westerbork

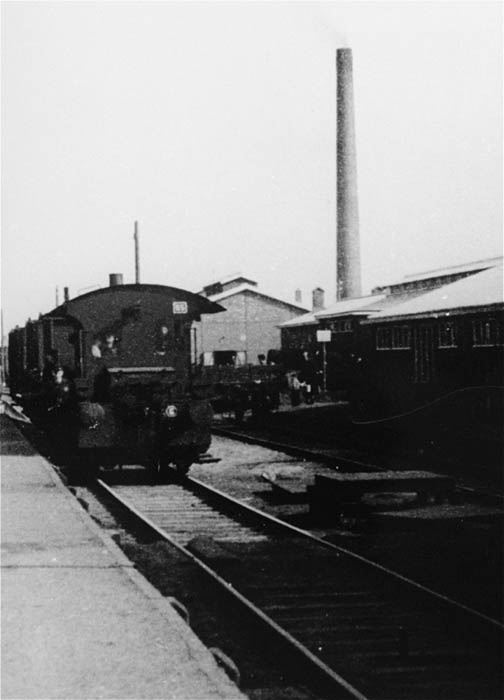
Stazione del treno del campo di Westerbork tra il 1942 e 1944

Il campo di transito di Westerbork (in olandese Kamp Westerbork, in tedesco Durchgangslager Westerbork) fu originariamente un campo per rifugiati creato nei Paesi Bassi, divenuto, dopo l'invasione nazista, un campo di transito per rifugiati e detenuti della Seconda Guerra Mondiale, situato a Hooghale, dieci chilometri a nord di Westerbork, nel nord-est del paese. 
Assieme al Campo di concentramento di Herzogenbusch (Kamp Vught) e al campo di concentramento di Amersfoort è stato uno dei tre campi usati per raggruppare ebrei e zingari olandesi per poi deportarli nei campi di sterminio e nei campi di concentramento nazisti.
Il campo venne costruito nel 1939, fu attivo principalmente nel periodo fra il 1942 e il 1945, e continuò ad essere utilizzato fino al 1971.

## Storia

### Le origini
Nel 1933 Adolf Hitler salì al potere in Germania, nel 1935 incominciarono le persecuzioni dopo la pubblicazione delle leggi di Norimberga. La vita divenne sempre più difficile per coloro che non erano considerati "ariani" e in particolare per gli ebrei, che furono gradualmente emarginati dalla società. Alcuni di loro rimasero in Germania speranzosi nella fine delle persecuzioni, altri invece ne fuggirono. La data ufficiale della prima persecuzione antiebraica è il 9 novembre 1938, meglio conosciuta come "Notte dei cristalli" (in tedesco Kristallnacht), durante la quale le sinagoghe vennero incendiate e le vetrine dei negozi ebrei vennero distrutte. Da questo momento centinaia di ebrei cercarono disperatamente di lasciare la Germania. Coloro che riuscirono ad abbandonare lo stato migrarono all'estero e una buona parte di essi si rifugiò nei Paesi Bassi. Il flusso migratorio stava diventando troppo intenso e nel tentativo di limitarlo il governo olandese incominciò a proteggere i confini inviando dei militari.
Prima dell'inizio della Seconda Guerra Mondiale (1939) circa 10.000 rifugiati ebrei varcarono liberamente il confine olandese e successivamente incominciarono a entrare nel paese illegalmente. Per il governo olandese la situazione stava diventando insostenibile e vi era la necessità di costruire un unico campo per i rifugiati. Il problema consisteva nell'individuare una locazione in un’area adeguata, che fosse sufficientemente distante dalle zone abitate in modo tale da non disturbare la popolazione locale.
Una regione chiamata Veluwe, che era tranquilla e spaziosa, sarebbe potuta essere la perfetta candidata, in quanto per la maggior parte della sua estensione era ricoperta di boschi che potevano essere sfruttati per evitare l'integrazione dei rifugiati nella società olandese. L'opzione della scelta di questa zona non passò inosservata all'attenzione degli abitanti che erano piuttosto dubbiosi e in disaccordo: era caratterizzata da un paesaggio di notevole bellezza e inoltre era una famosa attrazione turistica: così i cittadini inviarono una lettera di protesta al ministro degli affari interni, Van Boeyen, la quale scatenò molte discussioni. Persino la regina Wilhelmina fu toccata dalla decisione e rifiutò l'idea della costruzione di un campo per rifugiati nelle vicinanze della residenza reale, nonostante il palazzo si trovasse a più di venti chilometri di distanza.
Il governo riconsiderò dunque la questione e venne proposta la cittadina di Westerbork, localizzata nella provincia di Drenthe. Venne così presa la decisione di incominciare i lavori di costruzione del campo, anche se gli abitanti di Westerbork non furono poi del tutto entusiasti. Il campo si trovava comunque a una distanza tale per cui i rifugiati non sarebbero riusciti a integrarsi nella società, mentre i residenti che possedevano delle piccole attività come ad esempio un negozio, avrebbero sicuramente tratto beneficio dai nuovi clienti.

### Costruzione e apertura

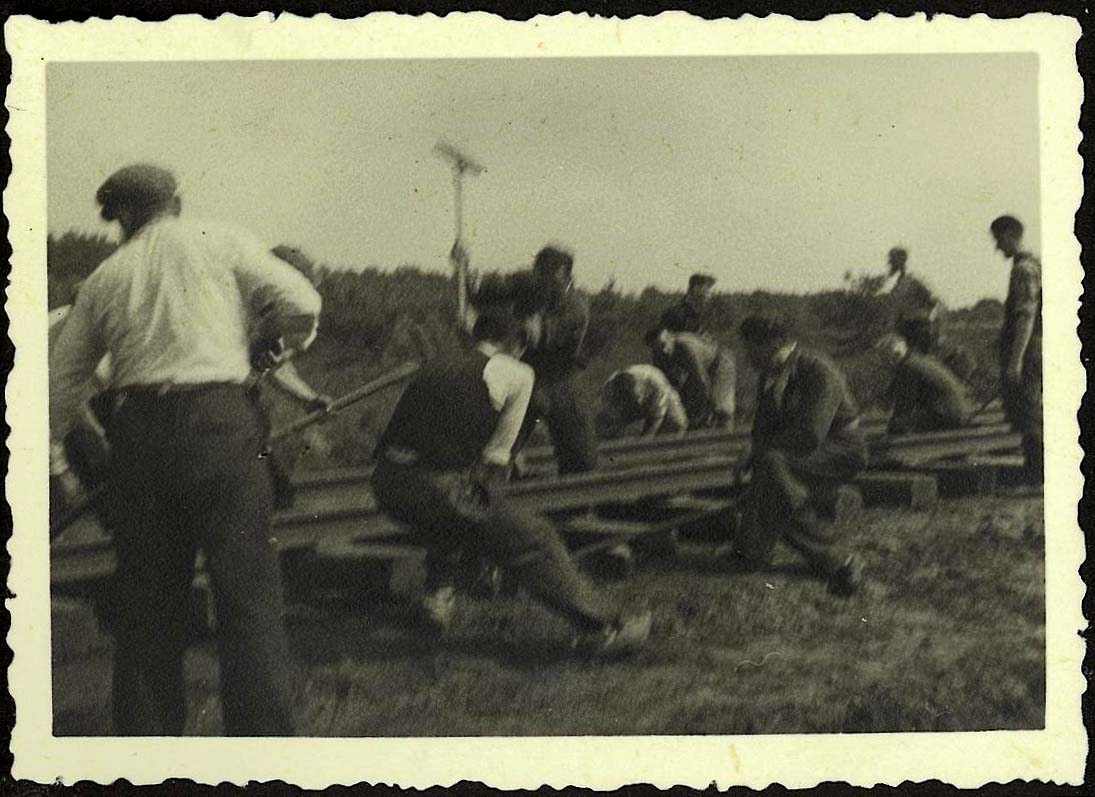
Costruzione della ferrovia che portava al campo

La costruzione del centro di accoglienza cominciò nell'estate del 1939. I primi 22 rifugiati, arrivarono e si stabilirono il 9 ottobre e da questo momento in poi cominciarono a lavorare.

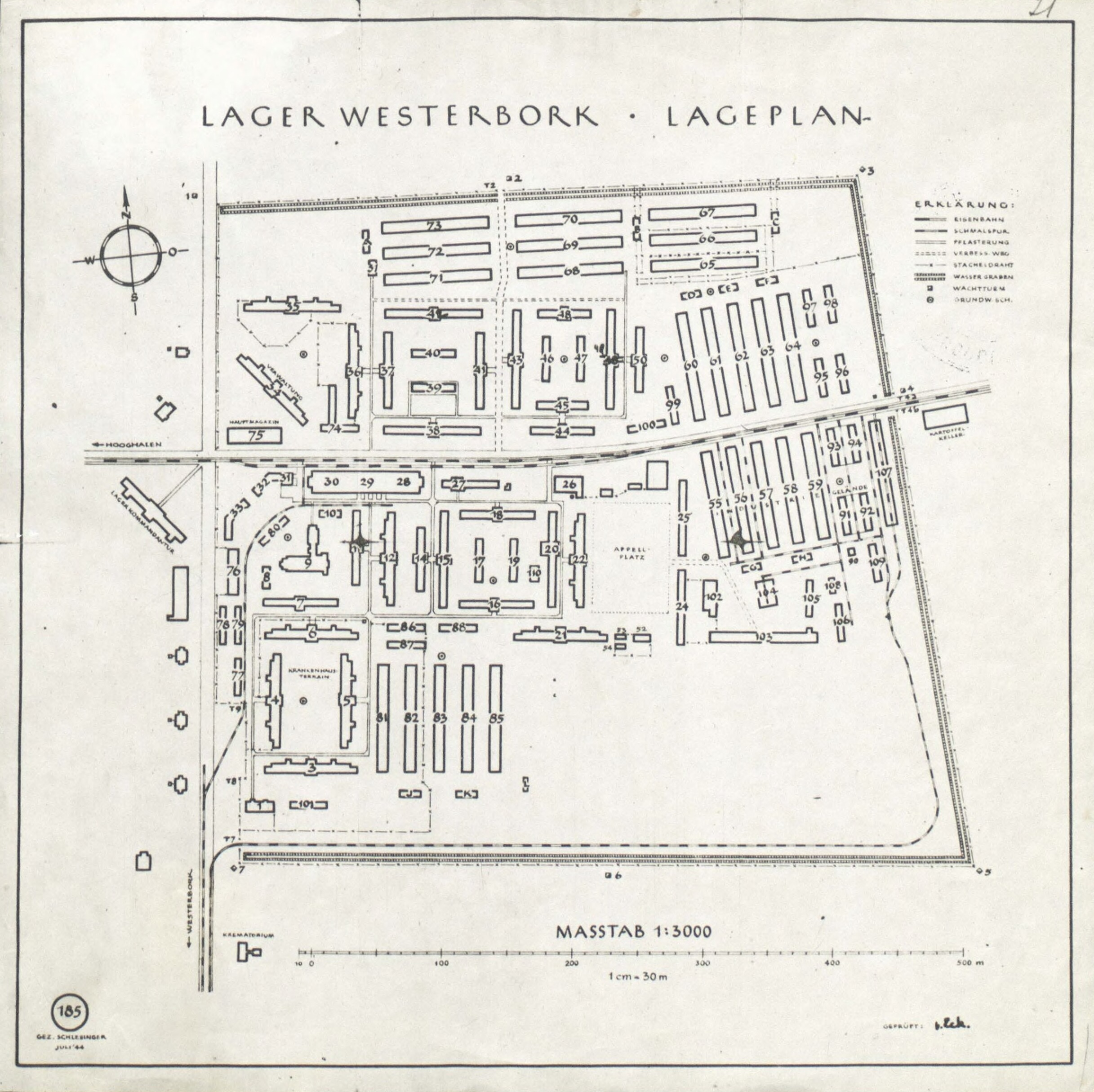
Mappa rappresentante la struttura del campo

Werner Bloch, uno dei primi rifugiati, racconta:
Essi cominciarono a lavorare appena le baracche furono costruite, nonostante non fossero ancora interamente conclusi i lavori della restante parte del campo. Era discretamente asciutto e caldo nelle baracche, ma all’esterno era umido e fangoso. Inoltre, la cucina del campo si trovava in una zona scomoda del campo e dunque non era scontato che i pasti caldi rimanessero tali. Questa fu una delle tante difficoltà con cui i rifugiati del campo erano costretti a convivere e ciò non permetteva una vita piacevole.
Fin da subito i rifugiati dovettero lavorare duramente, in particolare in una grande fattoria. Il duro lavoro li teneva allenati e in forze ed era necessario perché il raccolto proveniente dai terreni della fattoria, avrebbe dovuto sfamare l'intero campo. Coloro che non erano abituati a svolgere lavori pesanti, si sentivano affaticati e doloranti. Successivamente i lavoratori si accorsero che avrebbero potuto procurarsi gli alimenti da altre aziende agricole poco distanti dal campo a prezzi bassi e con meno fatica.
Le gite fuori dal campo erano permesse, ma con i pochi centesimi a disposizione non riuscivano nemmeno a raggiungere i posti più vicini come Assen; inoltre i contatti con gli abitanti delle zone adiacenti erano rari e difficili. 
Alla fine di gennaio i rifugiati erano saliti a 167, dal febbraio del 1940 il loro numero crebbe velocemente e alla fine di aprile i rifugiati a Westerbork erano 749.
I prigionieri stavano conoscendo sempre più la loro nuova casa come un vero e proprio campo di concentramento. La paura e l'agitazione per i progetti di Hitler aumentava giorno dopo giorno, e le preoccupazioni incominciarono a diventare assillanti quando si resero conto che il campo di Westerbork era vicino ai confini della Germania.

### Maggio 1940
Il 10 maggio 1940, quando le truppe tedesche invasero i Paesi Bassi, i soldati olandesi non erano preparati a questa nuova forma di guerra. Il 14 maggio Hitler fece bombardare Rotterdam e, quando minacciò di fare lo stesso per Utrecht, il comandante supremo delle forze armate olandesi, Henri Winkelman, capitolò.
A Westerbork, i fuggitivi ebrei non speravano più in un cambiamento. In seguito all'invasione del 10 maggio, misero in atto il piano di fuga che avevano elaborato dato che ormai conoscevano quella che sarebbe stata la loro sorte. La provincia di Zelanda avrebbe dovuto essere la prima destinazione, e da lì, la successiva il Regno Unito. Purtroppo dopo esseri saliti sul treno che gli aspettava a Hooghalen, non riuscirono nemmeno a raggiungere Zwolle perché il ponte sul fiume IJssel era stato fatto saltare in aria. L'esodo si interruppe a Leeuwarden e dopo essere stati ospitati per qualche giorno da alcune famiglie del posto, intrapresero il viaggio di ritorno per Westerbork.

### Periodo 1940-1942
All'interno del campo, vi erano delle regole che con il passare del tempo diventarono sempre più rigide e severe. Nessuno poteva entrare o uscire dai confini del campo, che erano indicati con dei segnali, a meno che non fosse munito di un’autorizzazione. Un certo J. Schol, di origini olandesi, venne incaricato dal ministero della Giustizia di occuparsi della gestione del campo. Il comandante impostò le basi per organizzare al meglio il funzionamento del campo, che sarebbe poi passato sotto il controllo tedesco. Venne inoltre assunta una brigata della polizia militare con il compito di supervisionare i confini e scortare i rifugiati ovunque essi andassero. Ciò che rese ancora più oppressiva la vita degli internati fu l'introduzione dell'appello, effettuato sia la mattina che il pomeriggio prima dell'inizio dei lavori. Vennero inoltre istituiti i cosiddetti gruppi di lavoro e venne nominato un leader per ogni caserma. La sorveglianza diventò una cosa estremamente seria e venne estesa anche all'interno delle camere da letto. I rifugiati vennero anche privati della possibilità di inviare e ricevere lettere. Queste misure, con lo sviluppo del regime nazista, portarono alla militarizzazione del campo.
Il comandante Schol, incaricato della gestione del campo, attuò, secondo i nazisti, un atteggiamento troppo umano e non sufficientemente violento nei confronti degli ebrei. Fu così che nell'agosto del 1941 ricevette una comunicazione ufficiale da Hitler, che sottolineava la presunta eccessiva agiatezza degli ebrei all'interno del campo.
(Arthur Seyss-Inquart, commissionato da Hitler)
In seguito a questo richiamo, Schol venne sostituito dal comandante della polizia di sicurezza.
Nel 1942, durante la conferenza di Wansee (Wansee Konferenz in tedesco) venne presa la decisione di incominciare lo sterminio pianificato (Soluzione Finale) di tutti gli ebrei e ne conseguirono delle complicazioni per il campo di Westerbrock. Il 1º luglio del 1942, il campo venne designato come "Polizeiliches Judendurchgangslager", ovvero campo di transito forzato per gli ebrei.

## Sotto il dominio tedesco
Nei paesi occupati dell'Europa occidentale (Francia, Belgio, Olanda, e quindi dopo l'8 settembre 1943 anche l'Italia) la decisione fu di non creare ghetti o campi di sterminio e di evitare il più possibile atti aperti di violenza antiebraica. L'antisemitismo era minore, e si aveva timore di esacerbare un'opinione pubblica già in larga parte ostile. Si istituirono così appositi campi di internamento o di transito lontani dai centri abitati dove la popolazione ebraica potesse essere raccolta prima di essere trasferita nei campi di concentramento o sterminio della Polonia. Al Campo di concentramento di Westerbork nei Paesi Bassi viene così assegnata la stessa funzione svolta in Francia dal campo di internamento di Drancy, in Belgio dal campo di transito di Malines, e in Italia dal campo di Fossoli. Westerbork diviene uno dei terminali degli arresti e rastrellamenti di ebrei condotti su tutto il territorio olandese e punto di partenza per le deportazioni.

### Deportazione (1942-1944)

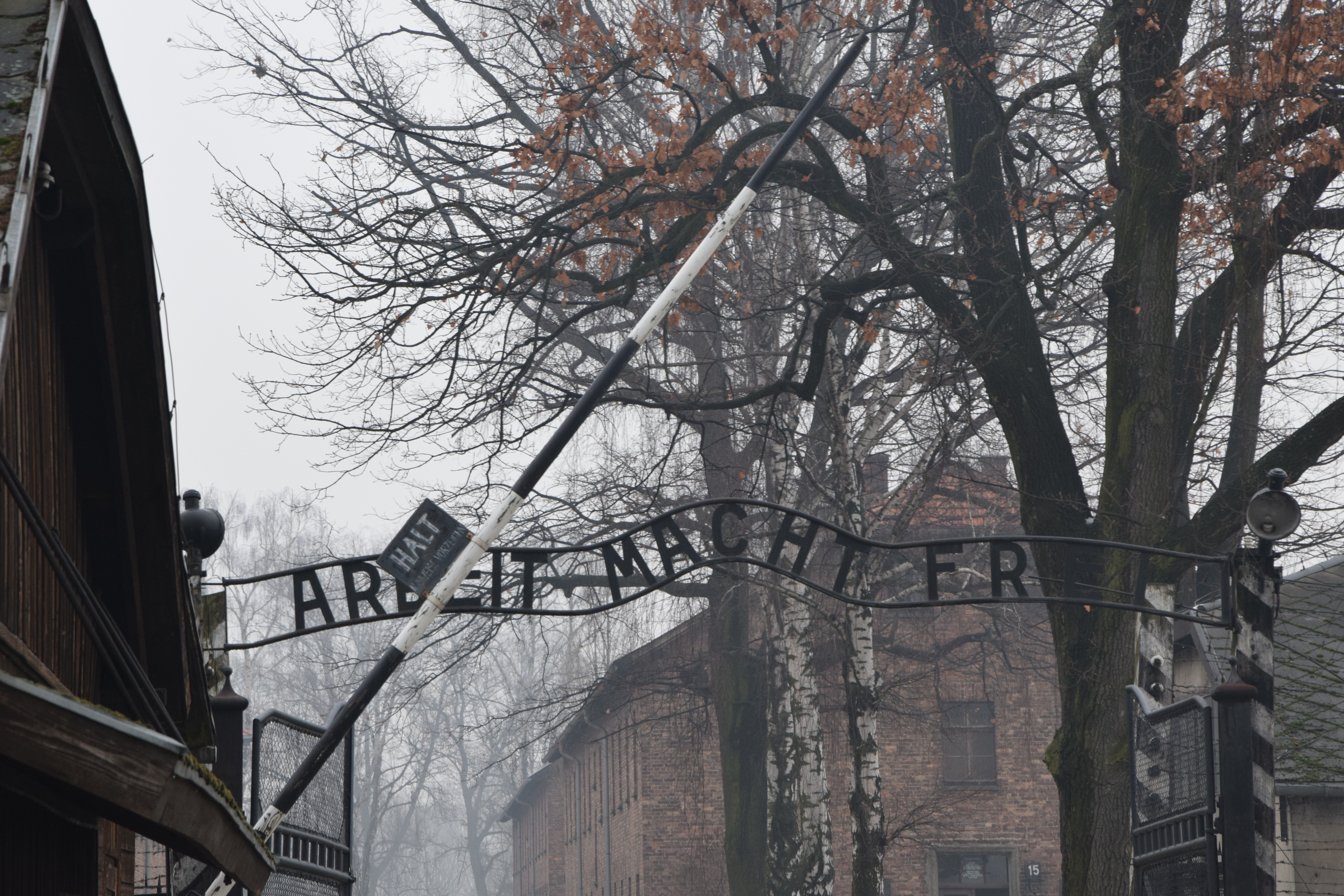
Entrata al campo di concentramento di Auschwitz

Dopo l'invasione tedesca dei Paesi Bassi, i nazisti presero il campo e lo trasformarono in un campo di deportazione. Dal 1942 al 1945 vennero deportate da Westerbork circa 107.000 persone su 93 treni differenti, 101.000 ebrei olandesi e circa 5.000 ebrei tedeschi. Inoltre, vennero deportati circa 400 zingari e alla fine della guerra, circa 400 donne del movimento di resistenza. La prima deportazione risale al 15 luglio 1942 con destinazioni Auschwitz e Birkenau. Tra il luglio del 1942 e il settembre del 1944 quasi tutti i martedì un treno merci portava i prigionieri nei campi di concentramento di Auschwitz-Birkenau (65 treni carichi in totale di 60.330 persone, la maggior parte dei quali furono uccisi nelle camere a gas all'arrivo), Sobibor (19 treni carichi in totale di 34.313 persone, che furono uccisi tutti sul posto), Bergen-Belsen e Theresienstadt (9 treni carichi in totale di 4.894 persone, dei quali circa 2.000 sopravvissero alla guerra). A Berlino veniva stabilita la data, la destinazione e il numero di deportati, mentre il comandante delle SS di Westerbork era solamente incaricato di preparare il trasporto. L'ultimo trasporto rilevante fu il 13 settembre 1944, con 279 ebrei a bordo ed era destinato a Bergen-Belsen. Solamente 5.200 persone fra le 107.000 persone che vennero deportate sono sopravvissute.

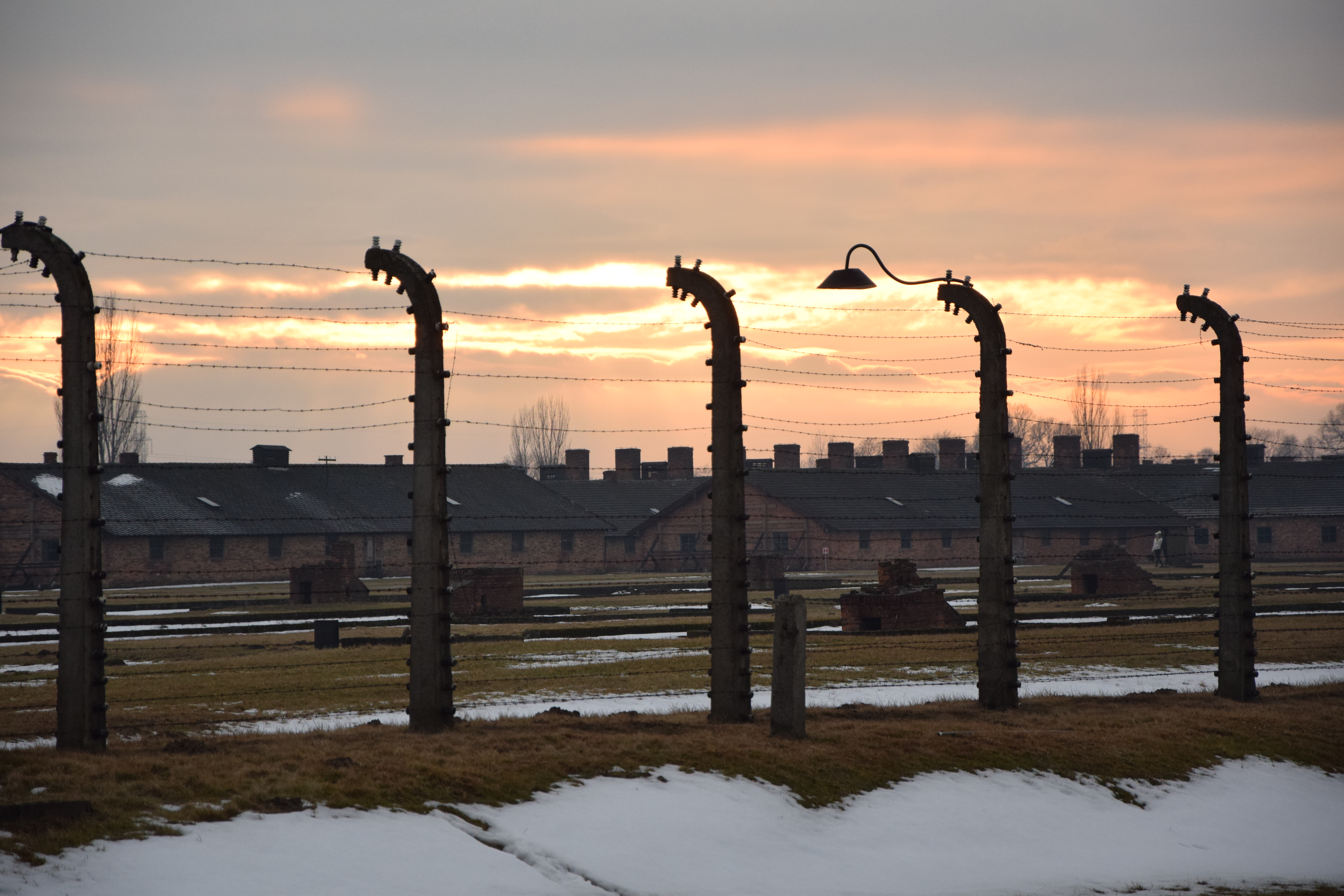
Distesa e resti del campo di sterminio di Birkenau

### Liberazione
Il 12 aprile 1945 la seconda divisione di fanteria canadese liberò le diverse centinaia di abitanti che non erano ancora stati deportati da Westerbork. I primi soldati che raggiunsero il campo erano dell’ottavo reggimento Reconnaissance, seguiti dalle truppe del sud del Saskatchewan reggimento.

## Dal dopoguerra

### Il campo di detenzione
Tra l'aprile 1945 e il dicembre 1948 il campo di Westerbork venne utilizzato come campo di internamento per gli agenti SS, NSB e tutti coloro che erano sospettati di aver svolto attività pro-naziste e di aver abusato di posizioni di autorità. Nel 1945 a Westerbork abitavano ancora ben 850 ebrei, questo creò una situazione caotica, in quanto la convivenza tra filo-nazisti ed ebrei era chiaramente difficile. Le condizioni di vita erano disagiate, abusi sia fisici che psicologici erano quotidiani e portarono addirittura alla morte di 89 detenuti nei soli primi quattro mesi. Già nell'autunno del 1945 la situazione all'interno del campo migliorò grazie al trasferimento degli ebrei e all'introduzione di radicali misure di controllo. Vennero permesse le prime visite alle famiglie e agli amici dei detenuti. Dal gennaio del 1946 l’obbiettivo del campo mutò concentrandosi sulla riabilitazione e rieducazione dei reclusi, le punizioni diminuirono e le condizioni di vita sociale migliorarono grazie all'introduzione di un teatro, una radio, una libreria e la possibilità di praticare sport. Nel 1948 i costi del mantenimento divennero insostenibili, il governo perciò decise di liberare la maggior parte dei detenuti, ad eccezione dei severe cases ovvero coloro che si erano macchiati dei delitti più efferati. Nel dicembre del 1948 il campo di internamento chiuse definitivamente e anche gli ultimi prigionieri furono liberati.

### Il campo militare
Dopo la chiusura del campo di detenzione di Westerbork, la struttura fu sfruttata come base militare visto che i Paesi Bassi erano coinvolti in grandi offensive militari nelle Indie orientali olandesi. Dal 1948 al 1949 il ministero della guerra decise di stanziare le truppe di ritorno dal campo di battaglia e quelle che dopo un periodo di addestramento sarebbero dovute partire per il fronte. I soldati alloggiavano nelle ex baracche divisi in plotoni.

### Schattenberg
Dal 1949 al 1971 il campo di Westerbork si trasformò nuovamente diventando una zona adibita a degli alloggi temporanei. Di generazione in generazione, i molucchi (abitanti delle Isole Molucche) sono stati impiegati nel KILN (royal netherlands east indies army). Essi sono sempre stati fedeli alla regina e alle autorità coloniali combattendo per i Paesi Bassi durante la Seconda Guerra Mondiale e durante il conflitto contro i nazionalisti indonesiani. Nel 1949 quando la repubblica d'Indonesia si proclamò indipendente, sorsero nel paese dei conflitti politici e la situazione divenne complicata. Il KILN si sciolse e il governo decise così di trasferire i soldati e le loro famiglie in alloggi temporanei nei Paesi Bassi. Ben 12.000 abitanti si allontanarono dalle Isole Molucche e il primo gruppo arrivò nel febbraio del 1951.
Nel 1958 a Schattenberg, scoppiò un incendio causando la distruzione di numerose baracche. Molte famiglie furono costrette a lasciare gli alloggi temporanei, ma un ritorno alle Isole Molucche sarebbe stato impossibile. Era dunque giunta la necessità per i molucchi di integrarsi nella società olandese. Nonostante fosse stata fatta loro la promessa di poter rimanere e risiedere a Schattenberg, alla fine degli anni cinquanta il governo decise di chiudere le abitazioni temporanee impedendo loro di alloggiarci. Inizialmente i residenti si opposero a questa imposizione, ma in seguito si resero conto dei vantaggi che avrebbe portato: nuove strutture con maggiori comodità che sarebbero poi state costruite poco dopo. Nel 1971 il campo venne definitivamente chiuso e le ultime baracche vennero demolite.

## Memoriale e demolizione
La comunità ebrea non aveva nessuna obiezione riguardo alla demolizione dell’intero campo; inizialmente riteneva però che la realizzazione di un memoriale non avesse alcuno scopo per i posteri, ma che servisse solo al popolo olandese per purificarsi la coscienza. Alla fine degli anni 60 la loro visione incominciò a cambiare: vi era una nuova iniziativa proposta dall'amministrazione provinciale di Drenthe che supportava la costruzione di un monumento commemorativo. La generazione più vecchia non sentiva la necessità di ricordare ciò che accadde poco meno di 10 anni prima, ma quelle più recenti ritenevano che la realizzazione del memoriale potesse essere utile alle generazioni future. Così il primo monumento nazionale, progettato da Ralph Prins, venne costruito e promosso dalla regina Juliana nel 1970. 
Invece la zona di Schattenberg, dove erano state demolite tutte le baracche provvisorie, venne proposta di essere utilizzata come campo di allenamento militare; la proposta venne però rifiutata e in seguito venne approvato il progetto di costruzione di un osservatorio radio. Nel 1967 venne installato il primo di 12 telescopi radio, che per essere usati, necessitavano di trovarsi in una zona lontana da ogni tipo di interferenza esattamente come era Schattenberg. 

## Alcuni prigionieri noti
1. Anna Frank rimase in una capanna situata all'interno del campo da agosto fino all'inizio di settembre del 1944, quando venne deportata ad Auschwitz-Birkenau. Lei e la sua famiglia vennero messi in uno degli ultimi tre treni diretti ad Auschwitz il 3 settembre 1944.
2. Dora Gerson, l’attrice e cabarettista tedesca, fu internata a Westerbork con la sua famiglia per poi essere successivamente deportata ad Auschwitz.
3. Etty Hillesum, internata a Westerbork dal 30 luglio 1942 al 7 settembre 1943, quando lei e la sua famiglia vennero caricati su un treno diretto ad Auschwitz.
4. Settela Steinbach, ragazza olandese di etnia sinti, venne fatta salire su un convoglio misto di gitani ed ebrei alla volta di Auschwitz-Birkenau il 19 maggio del 1944. Venne uccisa nelle camere a gas di Birkenau insieme a tutta la sua famiglia (escluso il padre). È una figura conosciuta perché apparve in un frammento di sette secondi di un filmato utilizzato alla fine della Seconda Guerra Mondiale per diversi documentari.
5. Árpád Weisz, fu un calciatore e allenatore ungherese. La famiglia dei Weisz venne dapprima rinchiusa nel campo di transito di Westerbork. Nel 1942 la madre e i figli vennero deportati ad Auschwitz per poi morire a Birkenau. Árpád venne invece sfruttato in un campo di lavoro dell'Alta Slesia e anche lui dopo circa quindici mesi morì ad Auschwitz.

## Memoriale nazionale di Westerbork

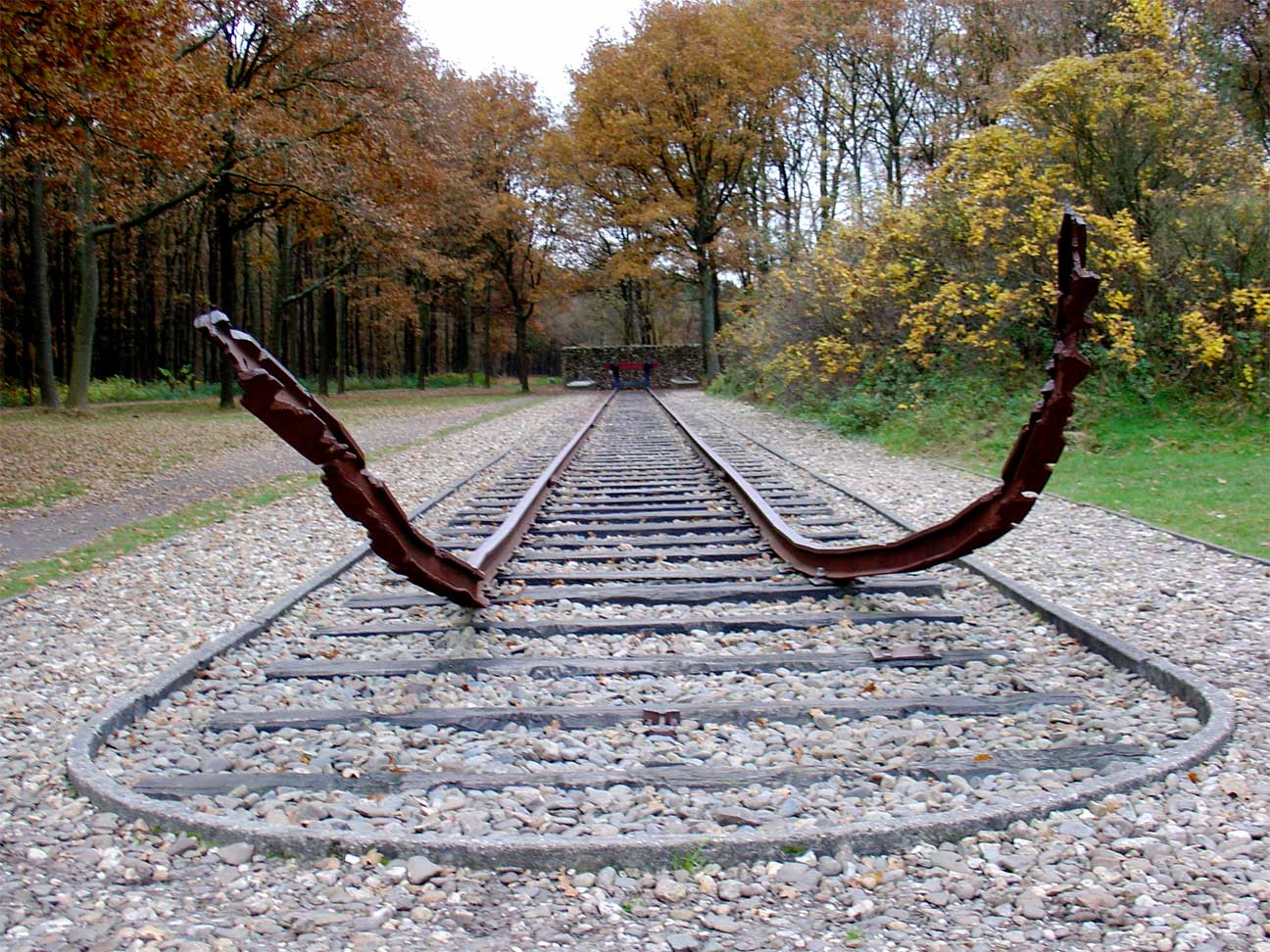
Monumento al Campo di transito di Westerbork

Una volta che il campo di Westerbork non venne più utilizzato, fu completamente dimenticato come se fosse sparito dalla faccia della terra.
Nel 1970 venne però inaugurato il Memoriale nazionale di Westerbork (National Westerbork Memorial), situato dove la rete ferroviaria proveniente da Hooghalen finiva, per commemorare una delle pagine più nere della storia dell’umanità.
Ideato da Ralph Prins, il quale fu un prigioniero del campo, il memoriale conserva alcuni monumenti che stanno a testimoniare la cruenta strage che è stata messa in atto dai nazisti. Uno di questi è un binario interrotto le quali rotaie sono state distorte e orientate verso il cielo; esse rappresentano la disperazione e lo sgomento che provoca il ricordo di ciò che è stato fatto al popolo ebraico. 

In mezzo al campo è posto uno dei vagoni utilizzati per il trasporto dei deportati verso i campi di concentramento e sue due lastre di marmo è stato inciso il seguente testo, preso dalla Bibbia:
impedendoci di camminare per le nostre strade.

La nostra fine è prossima,

I nostri giorni son compiuti, la nostra fine è giunta!»

### 102.000 pietre

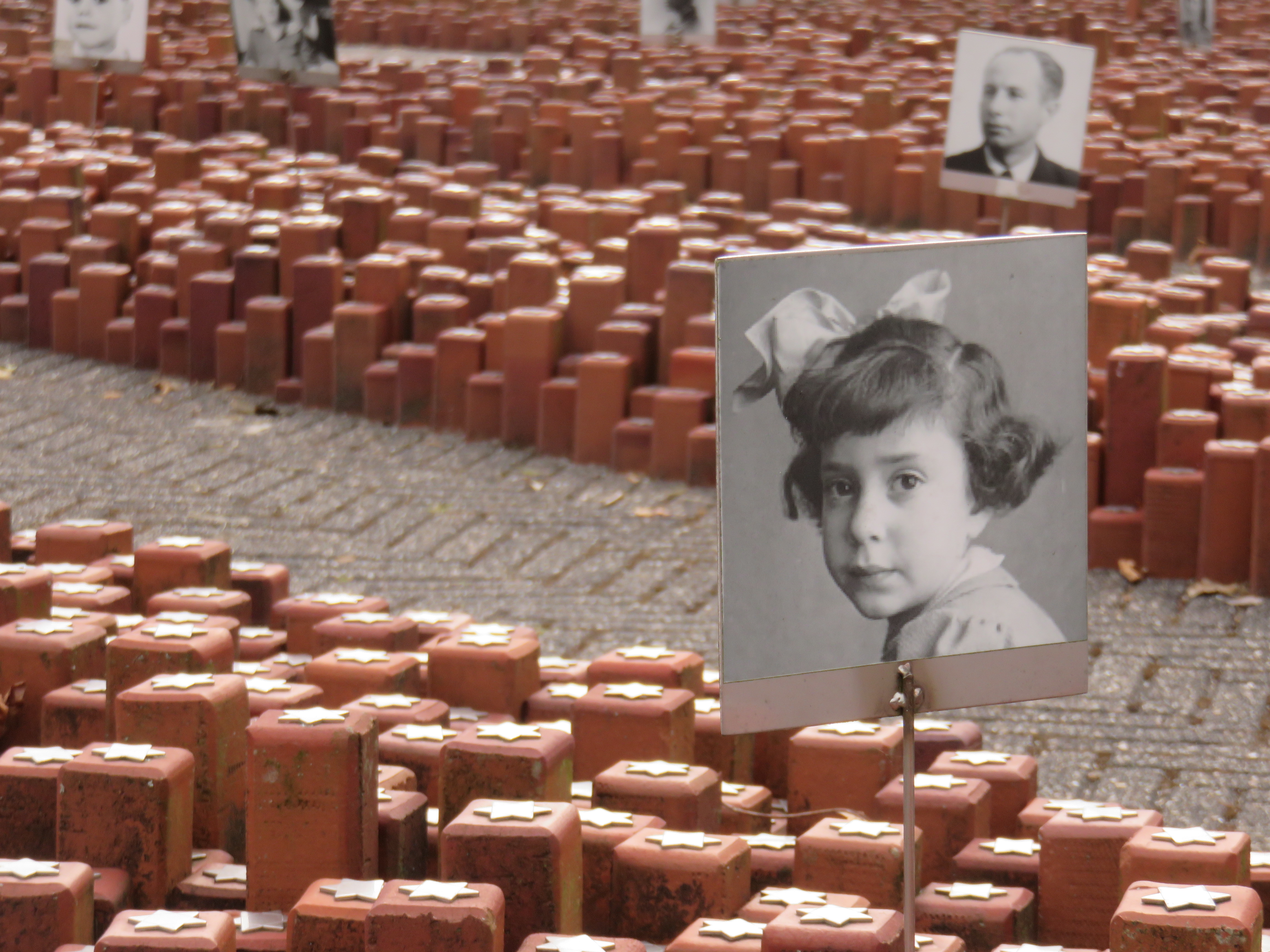
Parte delle 102.000 pietre con foto e stelle di Davide

L’installazione che si può considerare più coinvolgente è costituita da 102.000 mattoncini di colore rosso, disposti su una mappa dei Paesi Bassi, che stanno a rappresentare ogni singola vittima che è stata deportata dal campo di Westerbork e che non tornò mai più a casa. Esse ci aiutano a prendere atto del numero di persone che sono state uccise. La realizzazione di queste pietre segue la tradizione ebraica, la quale vuole che sulle tombe non vengano lasciati dei fiori, bensì dei sassi. Inoltre all'estremità di ogni mattoncino vi si trova il simbolo degli ebrei: la stella di David. Invece le pietre che stanno a commemorare i rom deportati, riportano una fiamma al posto della stella. Per corredare il tutto vi sono delle fotografie di alcuni deportati che rendono l’ambiente ancora più impressionante. 

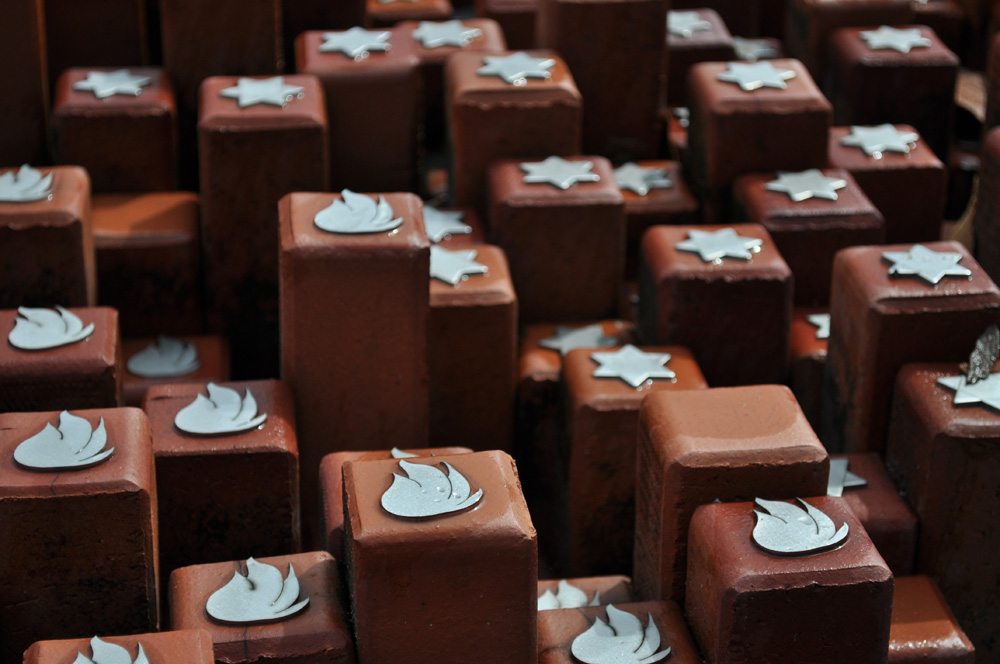
Pietre che stanno a rappresentare i Rom

Vi sono inoltre un centinaio di pietre che non hanno alcun simbolo in cima e rappresentano i combattenti della resistenza che sono stati imprigionati a Westerbork prima di essere deportati e uccisi.

### La pietra di Gerusalemme
Un ultimo monumento di un grande valore significativo è la pietra di Gerusalemme inaugurata e presentata dal presidente israeliano Chaim Herzog il 3 marzo 1993. Durante il suo discorso oltre a citare il terribile crimine operato dai tedeschi, parlò della resistenza che i Paesi Bassi opposero agli ebrei e volle ricordare l’innocenza delle vittime torturate e uccise senza motivo alcuno, ricordando che fu una strage senza precedenti nella storia dell’umanità. Sulla pietra, proveniente da Gerusalemme vi è un’iscrizione biblica che recita le seguenti parole:

### Commemorazione dei partigiani
Nel 1949 vennero trovati all'interno del crematorio del campo di Westerbrok i resti di alcuni partigiani. Le vittime, che opposero resistenza a Witterveld (Assen), vennero uccisi dai soldati tedeschi il 20 settembre del 1943. Successivamente vennero cremati e I loro resti nascosti. La realizzazione di un monumento per la commemorazione dei partigiani della resistenza fu un’iniziativa della Fondazione che decise di installare, vicino al forno crematorio, una lapide con i nomi degli uomini che persero la vita.
Il forno crematorio, che fu commissionato dal comandante Gemmeker e che cominciò a funzionare nel 1943, fu demolito nel 1951, nonostante la Fondazione ne desiderasse la conservazione come simbolo della morte degli ebrei e dei membri della resistenza.

### Il sito storico
Da quando il memoriale è stato progettato sono passati quasi vent'anni. È impressionante pensare alla velocità con cui è cambiata la visione della guerra: ciò che ha lasciato, le persecuzioni e in particolare i luoghi di ricordo e commemorazione. Probabilmente il lavoro che si sta facendo per la ricostruzione di quanto accaduto non è sufficiente per far sì che le nuove generazioni si rendano effettivamente conto di ciò che accadde. Nel campo memoriale di Westerbork le baracche e le dimore dei comandanti sono state più o meno ricostruite giusto per riuscire a dare l’idea di come era realmente la vita all’interno del campo. Forse l’unica cosa che ci dovremmo ricordare è che tra qualche decina di anni il sito storico di Westerbork non esisterà più, come anche il campo. Non si potrà mai renderlo uguale a come fu inizialmente, qualsiasi cosa si faccia. Dunque la domanda che i realizzatori del memoriale di Westerbork si sono posti e che propongono ai visitatori è la seguente: “Come fa questo campo a farti provare delle emozioni appartenenti a una realtà che ormai inesistente?” L’obiettivo del memoriale è dunque quello di riuscire a creare una forte relazione con il passato e per non farla scomparire definitivamente.

## Filmografia
- Kamp Westerbork, de film - Rudolf Breslauer